# Братищенко Ольга Григорівна
Ольга Григорівна Братищенко (нар. 16 травня 1947, місто Краматорськ, тепер Донецької області) — українська радянська діячка, формувальниця Старокраматорського машинобудівного заводу імені Серго Орджонікідзе Донецької області. Депутат Верховної Ради СРСР 10—11-го скликань.

## Біографія
Народилася в робітничій родині.
Освіта середня спеціальна. Закінчила технікум, здобула спеціальність техніка-технолога ливарного виробництва.
У 1967—1978 роках — стернярка, з 1978 року — формувальниця Старокраматорського машинобудівного заводу імені Серго Орджонікідзе міста Краматорська Донецької області.
Потім — на пенсії в місті Краматорську Донецької області.

## Нагороди
- ордени
- медалі